# Gonioctena pseudogobanzi
Gonioctena pseudogobanzi là một loài bọ cánh cứng trong họ Chrysomelidae. Loài này được Kippenberg miêu tả khoa học năm 2001.